# Stéphane Gros
Pour les articles homonymes, voir Gros.
Stéphane Gros (né le 3 avril 1970) est un joueur professionnel français de hockey sur glace devenu entraîneur. Il évolue en position de défenseur.

## Biographie

### Carrière de joueur
En 1988, il commence sa carrière en senior avec son club formateur de Chamonix dans la Nationale 1B, le deuxième niveau français. Après une saison 1991-1992 sous les couleurs des Brûleurs de loups de Grenoble, il revient à Chamonix et découvre la Nationale 1. Il porte par la suite les couleurs de trois autres clubs de Haute-Savoie dans la deuxième division française : Saint Gervais, Morzine et Megève.
Il remporte la Division 1 en 2004 avec les Pingouins de Morzine. Il met un terme à sa carrière de joueur en 2004 après trois saisons sous les couleurs morzinoises.

### Carrière d'entraîneur
En 2004, il est nommé entraîneur des Pingouins de Morzine. Les Pingouins atteignent la finale de la Ligue Magnus 2007 et s'inclinent trois victoires à une face à Grenoble. Il prend la tête des Chamois de Chamonix en 2009. Depuis le 6 février 2025 il est l'entraîneur des Remparts de Tours.

## Trophées et honneurs personnels

### Ligue Magnus
- 2007 : remporte le trophée Camil-Gélinas.
- 2012 : remporte le trophée Camil-Gélinas.

## Statistiques
| Saison    | Équipe                        | Ligue        |    | Saison régulière | Saison régulière | Saison régulière | Saison régulière | Saison régulière |   | Séries éliminatoires | Séries éliminatoires | Séries éliminatoires | Séries éliminatoires | Séries éliminatoires |
| Saison    | Équipe                        | Ligue        | PJ | B                | A                | Pts              | Pun              | PJ               | B | A                    | Pts                  | Pun                  |                      |                      |
| 1988-1989 | Chamois de Chamonix           | Nationale 1B | 27 | 5                | 1                | 6                | 18               |                  |   |                      |                      |                      |                      |                      |
| 1989-1990 | Chamois de Chamonix           | Nationale 1B | 27 | 5                | 2                | 7                | 26               |                  |   |                      |                      |                      |                      |                      |
| 1990-1991 | Chamois de Chamonix           | Division 1   | 22 | 1                | 6                | 7                | 48               | 6                | 0 | 0                    | 0                    | 6                    |                      |                      |
| 1991-1992 | Brûleurs de loups de Grenoble | Division 1   | 22 | 5                | 6                | 11               | 40               |                  |   |                      |                      |                      |                      |                      |
| 1992-1993 | Chamois de Chamonix           | Nationale 1  | 34 | 5                | 4                | 9                | 24               |                  |   |                      |                      |                      |                      |                      |
| 1993-1994 | Chamois de Chamonix           | Nationale 1  | 20 | 4                | 6                | 10               | 14               | 12               | 1 | 3                    | 4                    | 20                   |                      |                      |
| 1994-1995 | Chamois de Chamonix           | Élite        | 26 | 1                | 2                | 3                | 30               | 10               | 0 | 1                    | 1                    | 10                   |                      |                      |
| 1995-1996 | Chamois de Chamonix           | Élite        | 28 | 1                | 3                | 4                | 40               | 9                | 1 | 0                    | 1                    | 16                   |                      |                      |
| 1996-1997 | Aigles de Saint Gervais       | Nationale 1B | 23 | 5                | 4                | 9                | 22               |                  |   |                      |                      |                      |                      |                      |
| 1997-1998 | Chamois de Chamonix           | Élite        | 33 | 0                | 2                | 4                | 48               |                  |   |                      |                      |                      |                      |                      |
| 1998-1999 | Chamois de Chamonix           | Élite        | 31 | 3                | 4                | 7                | 44               |                  |   |                      |                      |                      |                      |                      |
| 1999-2000 | Pingouins de Morzine          | Division 2   | -  | 3                | 12               | 15               | -                |                  |   |                      |                      |                      |                      |                      |
| 2000-2001 | Boucs de Megève               | Division 1   | 19 | 2                | 5                | 7                | 22               |                  |   |                      |                      |                      |                      |                      |
| 2001-2002 | Pingouins de Morzine          | Division 2   | -  | -                | -                | -                | -                |                  |   |                      |                      |                      |                      |                      |
| 2002-2003 | Pingouins de Morzine          | Division 1   | -  | -                | -                | -                | -                |                  |   |                      |                      |                      |                      |                      |
| 2003-2004 | Pingouins de Morzine          | Division 1   | 14 | 3                | 6                | 9                | 28               |                  |   |                      |                      |                      |                      |                      |